# Bonchamp-lès-Laval
Bonchamp-lès-Laval – miejscowość i gmina we Francji, w regionie Kraj Loary, w departamencie Mayenne.
Według danych na rok 1990 gminę zamieszkiwały 3832 osoby, a gęstość zaludnienia wynosiła 139 osób/km² (wśród 1504 gmin Kraju Loary Bonchamp-lès-Laval plasuje się na 117. miejscu pod względem liczby ludności, natomiast pod względem powierzchni na miejscu 339.).